# Wilhelm Wild
Eduard Richard Wilhelm Wild (Breslau, 22. listopada 1868. -  Blankenburg am Harz, 18. rujna 1942.) je bio njemački general i vojni zapovjednik. Tijekom Prvog svjetskog rata bio je načelnik stožera Armijskog odjela Strantz i 2. armije, te je zapovijedao 7. i 20. pješačkom brigadom na Zapadnom bojištu.

## Vojna karijera
Wilhelm Wild rođen je 22. listopada 1868. u Breslauu. Sin je Edmunda Wilda, inače general bojnika u pruskoj vojsci. Wild je u prusku vojsku stupio u veljači 1887. služeći u 32. pješačkoj pukovniji, nakon čega pohađa Prusku vojnu akademiju. U travnju 1894. unaprijeđen je u čin poručnika, dok je u ožujku 1900. promaknut u čin satnika kada je raspoređen na službu u Glavni stožer. U Glavnom stožeru služi do veljače 1903. kada postaje zapovjednikom satnije u 61. pješačkoj pukovniji smještenoj u Thornu. U travnju 1904. vraća se na službu u Glavni stožer, dok je siječnju 1907. promaknut u čin bojnika. U veljači 1912. imenovan je zapovjednikom bojne u 56. pješačkoj pukovniji, dok je u lipnju 1913. unaprijeđen u čin potpukovnika. Pred početak Prvog svjetskog rata, u lipnju 1914., postaje načelnikom stožera XV. korpusa kojim je zapovijedao Berthold von Deimling.

## Prvi svjetski rat
Na početku Prvog svjetskog rata XV. korpus nalazio se u sastavu 7. armije kojom je na Zapadnom bojištu zapovijedao Josias von Heeringen. Kao načelnik stožera XV. korpusa sudjeluje u Bitci u Loreni i Prvoj bitci na Aisnei. Nakon toga XV. korpus je premješten u Flandriju gdje sudjeluje u Prvoj i Drugoj bitci kod Ypresa.
U srpnju 1915. Wild je promaknut u čin pukovnika, dok je prosincu te iste godine imenovan načelnikom stožera Armijskog odjela Strantz. Navedenu dužnost obnaša do listopada 1916. kada postaje načelnikom stožera 2. armije kojom je tada zapovijedao Max von Gallwitz. U travnju 1917. imenovan je zapovjednikom 7. pješačke brigade, dok je u srpnju 1918. preuzeo zapovjedništvo nad 20. pješačkom brigadom. Pred kraj rata, u rujnu 1918., promaknut je u čin general bojnika.

## Poslije rata
Nakon završetka rata Wild je stavljen na raspolaganje. Preminuo je 18. rujna 1942. u 74. godini života u Blankenburg am Harzu.

## Vanjske poveznice
(eng.) Wilhelm Wild na stranici Prussianmachine.com

(eng.) Wilhelm Wild na stranici Axishistory.com